# Ен Секстон
Ен Секстон (енгл. Anne Sexton; Њутон, Масачусетс, 9. новембар 1928 – Вестон, Масачусетс, 4. октобар 1974) је била америчка песникиња. Припадала је конфесионалној поезији. Добила је Пулицерову награду за поезију 1967. године.

## Биографија
Ен Греј Харви (Anne Gray Harvey) је рођена у Њутону у Масачусетсу 1928. године. Имала је лош однос са родитељима и могуће је да су је злостављали. Зато се зближила са „Наном“ (Аном Дингли) како је звала своју даљу рођаку која је живела са њом. Завршила је Garland Junior College у Бостону. Без пристанка родитеља удала се за Алфреда Мулера Секстона (Alfred Muller Sexton II) 1948. са којим је добила две ћерке. Неко време је радила као модел и библиотекарка. Живела је углавном у Бостону. Након рођења прве ћерке доживела је нервни слом и била лечена у неуропсихијатријској болници у којој ће боравити с времена на време до краја живота због депресије и покушаја самоубиства. Почела је да пише на наговор психијатра који је сматрао да јој то може помоћи. Када је 1959. Роберт Лоуел објавио своју четврту књигу песама Life Studies која се сматра зачетком конфесионалне поезије, Ен Секстон се прикључује његовој песничкој радионици на Универзитету у Бостону (Boston University). Ту упознаје Силвију Плат са којом ће је осим пријатељства и, донекле, ривалства у поезији везати и слични психички проблеми. Обе песникиње ће живот окончати самоубиством.

## Поезија
Након што је објављивала песме по часописима, изашла јој је прва књига To Bedlam and Part Way Back 1960. године која је одмах привукла пажњу својим исповедним тоном и искреношћу у којој је писала о свом нервном слому и опоравку. Као и други конфесионални песници, Роберт Лоуел, Силвија Плат, Џон Беримен, В. Д. Снодграс који је нарочито утицао на њену поезију, Ен Секстон отворено пише о својим личним проблемима и искуствима. Није било табу теме у њеној поезији, писала је о менструацији, мастурбацији, абортусу и зависности од дроге због чега су је конзервативнији критичари осуђивали. За књигу песама "Живи или умри"(Live or Die) добила је Пулицерову награду за поезију 1967. године.

### Поезија
- To Bedlam and Part Way Back (Houghton Mifflin, 1960)
- All My Pretty Ones (Houghton Mifflin, 1962)
- Selected Poems (Oxford University Press, 1964)
- Live or Die (Houghton Mifflin, 1966)
- Love Poems (Houghton Mifflin, 1969)
- Transformations (Houghton Mifflin, 1971)
- The Book of Folly (Houghton Mifflin, 1973)
- The Death Notebooks (Houghton Mifflin, 1974)
- The Awful Rowing Toward God (Houghton Mifflin, 1975)
- 45 Mercy Street (Houghton Mifflin, 1976)
- Words for Dr. Y.: Uncollected Poems with Three Stories (Houghton Mifflin, 1978)
- The Complete Poems 1981 (Houghton Mifflin, 1981)

### Проза
- Anne Sexton: A Self-Portrait in Letters(Houghton Mifflin, 1977)
- No Evil Star: Selected Essays, Interviews, and Prose (University of Michigan Press, 1985)

### Књиге за децу
Ен Секстон је књиге за децу писала заједно са песникињом Максин Камин.
- Eggs of Things (1963) (illustrated by Leonard Shortall)
- More Eggs of Things (1964) (illustrated by Leonard Shortall)
- Joey and the Birthday Present (1971) (illustrated by Evaline Ness)
- The Wizard’s Tears (1975) (illustrated by Evaline Ness)